# Belagerung von Amida
Die beiden Belagerungen von Amida (heute Diyarbakır) fanden im Jahr 359 und von 502 bis 505 im Zusammenhang der Kämpfe zwischen den Römern und den persischen Sassaniden statt. Der Ablauf der ersten Schlacht wurde von dem spätantiken Geschichtsschreiber Ammianus Marcellinus, der selbst in Amida anwesend war, detailliert beschrieben. Für die zweite Belagerung sind Prokopios von Caesarea, Josua Stylites und die Chronik des (Pseudo-)Zacharias von Mytilene die wichtigsten Quellen.

## Die Belagerung von 359

### Vorgeschichte
Seitdem der Sassanidenkönig Schapur II. (309–379) selbst die Regierung übernommen hatte, war es sein erklärtes Ziel, die ehemals persischen Gebiete und Städte, die unter seinem Vorgänger Narseh im Frieden von Nisibis an die Römer verloren worden waren, wieder zurückzuerobern. Seit den späten 330er Jahren wurde mit Unterbrechungen Krieg geführt. Nachdem Schapur die Araber im Süden seines Reiches geschlagen hatte, wandte er sich zunächst den als Nomaden lebenden Chioniten (siehe auch Iranische Hunnen) im Osten seines Reiches zu, die er in langjährigen Auseinandersetzungen (nach 350) schließlich besiegen bzw. eine Übereinkunft erzielen konnte. Nachdem die Sassaniden Frieden mit den Chioniten geschlossen hatten, marschierte Schapur, mit dem chionitischen König Grumbates und chionitischen Hilfstruppen im Gefolge, nach Westen und begann eine erneute Invasion des römischen Mesopotamiens.
Der neue Krieg gegen die Römer unter Kaiser Constantius II. begann im Jahr 359 (allgemein siehe Römisch-Persische Kriege). Da ein direkter Angriff auf das gut organisierte römische Verteidigungssystem an der Grenze und insbesondere auf die Schlüsselfestung Nisibis wenig erfolgversprechend erschien, griff Schapur die strategisch wichtige, aber bislang kaum umkämpfte Stadt Amida an. Allerdings war der Ort von den Römern unlängst extrem stark befestigt worden. Unter anderem hatte man starke Artillerie auf den Türmen der (heute noch eindrucksvollen) Mauern positioniert. Und überdies war die Garnison der Stadt, die legio V Parthica, angesichts der heranrückenden Perser noch rasch durch sechs weitere Legionen verstärkt worden. Diese stammten aus Gallien und waren an die Perserfront strafversetzt worden, da sie dem Usurpator Magnentius gedient hatten.

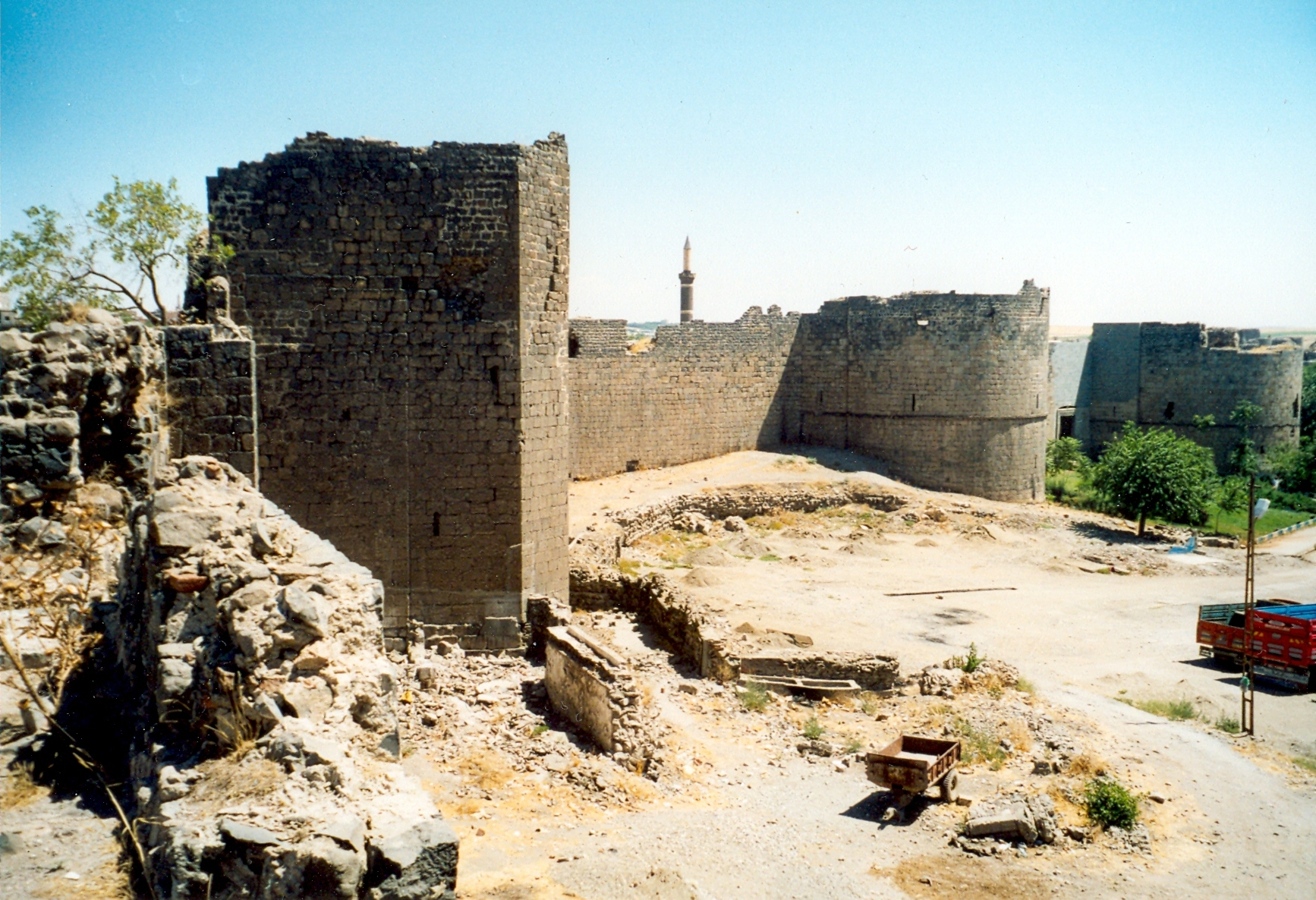
Die spätantike Stadtmauer von Amida.

Schapur schwankte angesichts der unerwarteten Stärke der Befestigungen zunächst, ob er die Stadt attackieren solle. Als allerdings der einzige Sohn des mit den Persern verbündeten Chionitenkönigs Grumbates von einem römischen Schützen getötet wurde und dessen Vater Rache schwor, entschloss man sich zum Angriff. Auf persischer Seite kamen dabei auch Kriegselefanten und Belagerungsmaschinen zum Einsatz; letztere stammten teilweise aus römischen Beständen und waren den Persern einige Zeit zuvor in Singara in die Hände gefallen.

### Die Belagerung

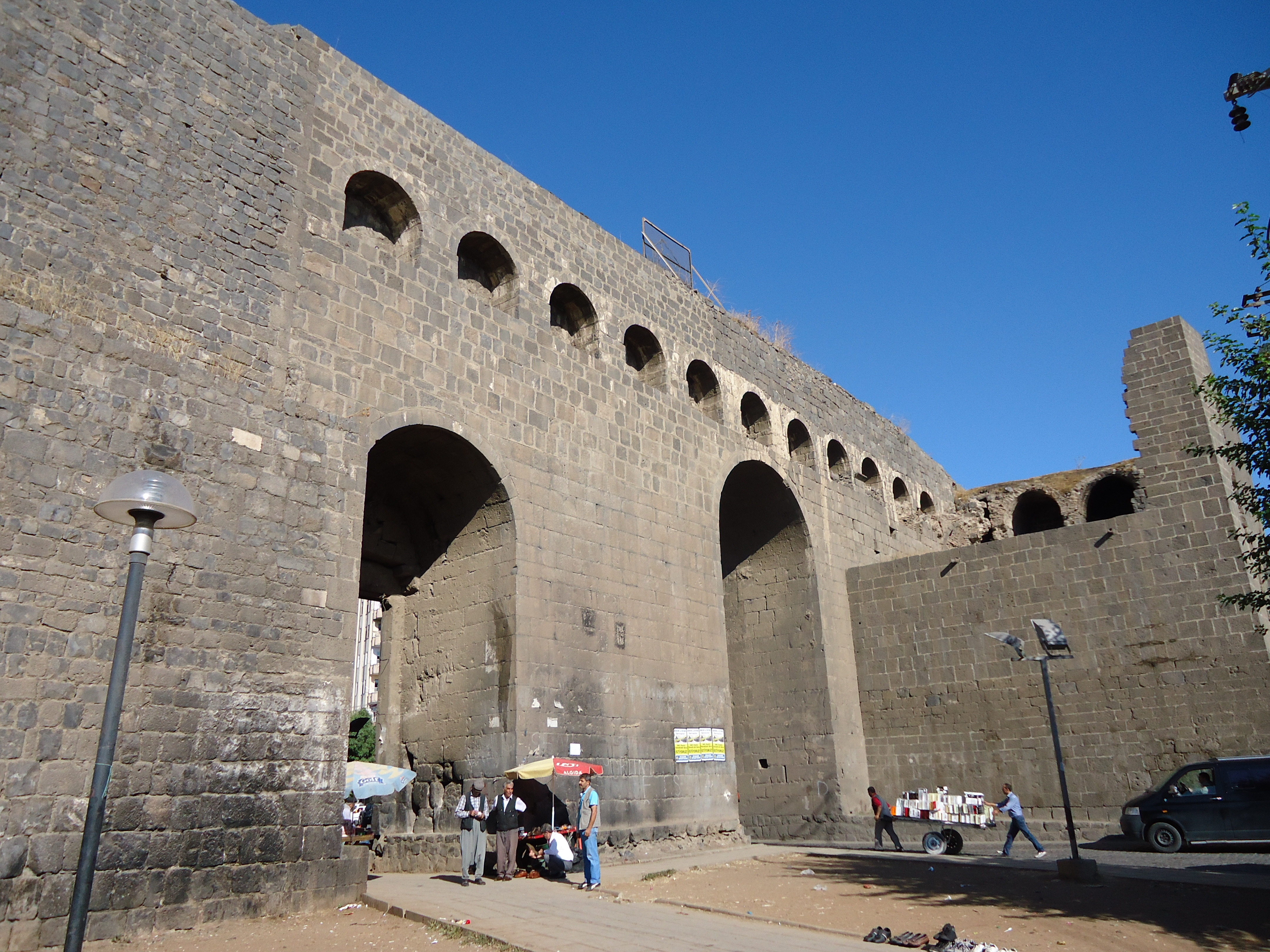
Westtor der spätantiken Befestigung

Die 73 Tage dauernde Belagerung der Stadt, die von sieben Legionen mitsamt Hilfstruppen (wohl etwa 15.000 Mann) geschützt wurde, erwies sich für Schapur als sehr verlustreich. Die Belagerung wurde von dem bedeutenden römischen Geschichtsschreiber Ammianus Marcellinus eingehend geschildert, der selbst als Soldat in Amida anwesend war.
Schapur versuchte mehrmals, mit seiner angeblich 100.000 Mann starken Armee (sehr viel wahrscheinlicher ist eine Stärke von höchstens 50.000 Mann, da mehr logistisch kaum zu bewältigen war) die Mauern der Stadt mit Hilfe von Belagerungstürmen und aus Erde errichteten Rampen zu stürmen. Den Römern gelang es jedoch immer wieder, die teilweise mit Eisen gepanzerten und Ballisten versehenen Türme in Brand zu schießen und die Erdarbeiten immer wieder durch Ausfälle zu unterbrechen. Auch konnten Minierungsarbeiten seitens der Sassaniden durch römische Truppen unterbunden werden. Die Belagerer verzeichneten zunehmend hohe Verluste. Während der Belagerung brachen aber zudem Seuchen in der Stadt aus, welche die Verteidiger zusätzlich dezimierten und erst durch plötzlich eintretenden Regen verschwanden. 
Schließlich konnten die Stadtmauern in der Nacht des 72. Tages mit Hilfe von Belagerungstürmen und durch den erneuten Einsatz von Ballisten erobert werden. Ammianus konnte gemeinsam mit einigen Begleitern entkommen.
Nachdem die Stadt von Schapur erobert worden war, wandte sich dieser weiteren Grenzbefestigungen zu und eroberte unter anderem nochmals die Stadt Singara. Der kommandierende römische General Ursicinus wurde nach dem Verlust der Stadt abgelöst. Dennoch hat die Belagerung Amidas den persischen Vormarsch lange genug aufhalten können, so dass Schapur bei weitem nicht alle Ziele erreichen konnte. Der römische Gegenschlag erfolgte 363 unter Kaiser Julian, doch endete dieser in einer Katastrophe.
Einer anderen Interpretation zufolge war Amida hingegen das Hauptziel von Schapur II. gewesen, der den Wert der Festung für die Römer kannte. Insofern habe sich die Belagerung nicht durch den Tod des Chionitenprinzen ergeben, sondern sei von Anfang an beabsichtigt gewesen.
Khodadad Rezakhani zufolge sollte der Herrscher, den Ammianus Marcellinus beschrieben hat, mit dem kidaritischen König Peroz idenzifiert werden.

## Die zweite Belagerung (502/503)
Amida fiel nicht dauerhaft in persische Hand, sondern war auch in der Folgezeit eine der wichtigsten römischen Festungen im Orient. Im Herbst 502 fiel der Sassanidenkönig Kavadh I. mit einem großen Heer überraschend in das Imperium Romanum ein und beendete damit eine längere Friedenszeit. Im Oktober erreichte er Amida und begann unverzüglich mit der Belagerung der Stadt, in der der kaiserliche Statthalter Cyrus das Kommando führte. 
Wieder kamen Kriegsmaschinen und Belagerungsrampen zum Einsatz. Zunächst konnten die römischen Truppen die persischen Angriffe abwehren, und Kavadh hatte bereits angeboten, sich gegen ein geringes Lösegeld zurückzuziehen, als es seinen Männern im Januar 503 gelang, einen schlecht bewachten Turm der westlichen Stadtmauer nahe dem Tripyrgion im Handstreich zu nehmen: Laut Prokopios und Zacharias war dieser Turm einer Gruppe von Mönchen zur Bewachung übertragen worden, die sich aber anlässlich eines christlichen Feiertages betrunken hatten und eingeschlafen waren (der Bischof der Stadt war unmittelbar vor der Belagerung gestorben, was zu dieser Disziplinlosigkeit beigetragen haben mag). Persische Aufklärer bemerkten dies, erklommen den Turm und erschlugen die Mönche; danach riefen sie Verstärkung. Cyrus wurde beim Versuch, den Turm zurückzuerobern, durch einen Pfeilschuss schwer verwundet und fiel als Kommandeur aus. Die sassanidischen Truppen konnten nun weitere Türme und im Laufe des Tages auch eines der Tore erobern; die Stadt fiel in der Folge an die Angreifer und wurde drei Tage lang geplündert, aber nicht zerstört: Kavadh plante diesmal, Amida dauerhaft zu besetzen, und legte ein starkes Truppenkontingent in die Festung, bevor er abzog. Zuvor gewährte er seinen Truppen ihre Bitte, die Besatzung der Stadt für ihren hartnäckigen Widerstand zu bestrafen, indem jeder zehnte Mann getötet wurde – eine Praxis, die an die alte römische Militärstrafe der Dezimation erinnert.

## Die dritte Belagerung (503 bis 506)
Ab 503 belagerten daraufhin die Truppen des oströmischen Kaisers Anastasius Amida. Es gelang ihnen, den Ort völlig von der Außenwelt abzuschneiden, so dass es zu Seuchen und einer schweren Hungersnot kam. Die Quellen berichten sogar von Kannibalismus: Die Einwohner der Stadt, denen die Perser nichts von ihren knappen Vorräten abgaben, hätten schließlich verhungerte Mitbürger verspeist. Obwohl die Römer Glones, den persischen Kommandeur, in einem Hinterhalt töten konnten, vermochten sie es dennoch nicht, Amida gewaltsam einzunehmen; Glones' Sohn folgte seinem Vater als Befehlshaber nach. 506 schließlich zahlte der kaiserliche magister officiorum Celer den ausgehungerten Persern 1100 Pfund Gold, die im Gegenzug Amida räumten und freien Abzug erhielten. In den Folgejahren ließ der Kaiser die Befestigungen der Stadt nochmals verstärken, so dass sie erst ein Jahrhundert später erneut erobert werden konnte.

## Belege
1. ↑  Zur Invasion siehe Roger C. Blockley: Ammianus Marcellinus on the Persian Invasion of A. D. 359. In: Phoenix. Bd. 42, Nr. 3, 1988, S. 244–260, doi:10.2307/1088346.
2. ↑  Ammian 19,1–9.
3. ↑  Katarzyna Maksymiuk: Strategic aims of Šāpur II during the campaign in northern Mesopotamia (359-360). In: Historia i Świat 7, 2018, S. 87–97, hier S. 93f.
4. ↑  Khodadad Rezakhani: Saansaan Pirosen: Ammianus Marcellinus and the Kidarites. In: Dabir. Band 1 (3), 2017, ISSN:2470-4040, S. 44 ff.